# Art Arfons
Arthur Eugene Arfons, surnommé Art Arfons, né le 3 février 1926 à Akron (Ohio) et mort le 3 décembre 2007 à Springfield Township (Ohio), est un pilote automobile américain.
Il améliore le record de vitesse terrestre à trois reprises entre 1964 et 1965. Il est également pilote de dragsters et de tracteur pulling, ainsi que de hors-bords, durant une carrière de cinq décennies.

## Biographie
Né d'un père grec et d'une mère en partie cherokee, il a deux demi-frères et une sœur. Son frère aîné (de 10 ans) Walt sera son partenaire, puis concurrent, dans le monde de la compétition automobile. Tous deux exercent leurs talents en mécanique dès leurs plus jeunes âges dans la minoterie de leur père. Mécanicien dans la marine américaine, Art est affecté dans une embarcation de débarquement du Pacifique durant la guerre, et bataille à Okinawa. Après trois ans il devient officier de seconde classe.
De retour dans l'Ohio, Art et Walt, fascinés par les dragsters, construisent leur premier Green Monster (en). En 1952 sa version six-roues 12 cylindres à moteur Allisson atteint déjà les 231,75 km/h. Durant toutes les années 1950 ils engagent une dizaine de versions de leur création alimentées par des moteurs à piston de type Allison, Ranger ou Rolls-Royce dans des épreuves, souvent confrontés l'un à l'autre. Art contribue grandement à la mise au point des cages de sécurité (en 1954) et des parachutes (en 1959). Il atteint le « Top Speed » en championnat trois années de suite, avec son apogée en 1959 en atteignant des vitesses de 277 et 274 km/h. Les moteurs d'avion à réaction seront ensuite interdits par la NHRA.
Leurs chemins se croiseront une autre fois à Bonneville Salt Flats en 1960 avec l'Anteaters (le « Fourmilier »), un véhicule inspiré par la Railton Mobil Special de John Cobb et propulsé par un moteur d'avion Allison V-1710 qu'Art mènera à 504,98 km/h avant de carboniser son embrayage.
À partir de 1962, il expérimente des voitures à turboréacteur. Son premier véhicule, Cyclops, développe une puissance de 8 000 ch (6 MW). Malheureusement sa conception place le conducteur devant la prise d'air du moteur, interdisant une fermeture du cockpit et limitant de fait la puissance de l'engin, lequel sera le premier véhicule terrestre au monde à utiliser une aile pour l'empêcher de décoller.
Il revient à Bonneville en 1964 avec un nouveau Green Monster propulsé par un moteur General Electric J79 de  F-104 Starfighter à quatre étapes de postcombustion de 17 500 lbf (78 kN) pour obtenir enfin ses trois records mondiaux, stimulé par la concurrence du Wingfoot Express construit par son frère Walt (ne pouvant conduire lui-même l'engin à cause d'une attaque cardiaque et d'une blessure à une main) et surtout du Spirit of America - Sonic 1 de Craig Breedlove au même endroit, ce dernier ayant finalement le dernier mot le 15 novembre 1965, avec une moyenne de 39 km/h de plus. Le record changera de mains à six reprises. Un mauvais accident en tentant de reprendre celui-ci le 17 novembre 1966 (roulement de roue grippé à 982 km/h) le fera se réorienter vers les tracteurs propulsés par une turbine, rencontrant le succès dans les compétitions de tracteur pulling, notamment en 1979. Dix ans plus tard il tente de revenir au record de vitesse terrestre avec le Green Monster no 27, sans succès.

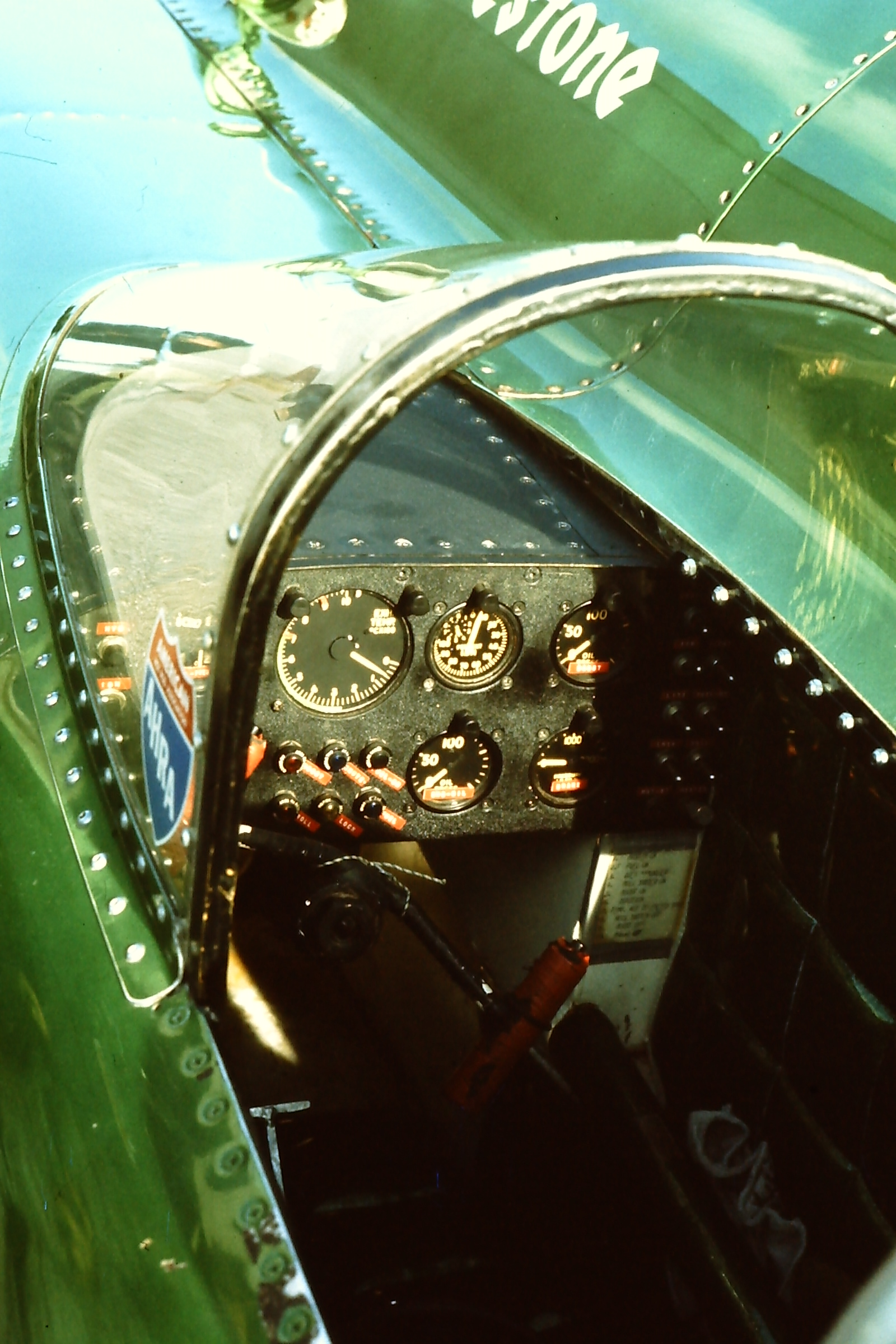
Cockpit du Green Monster, lors d'un transfert en Europe durant les années 1960.
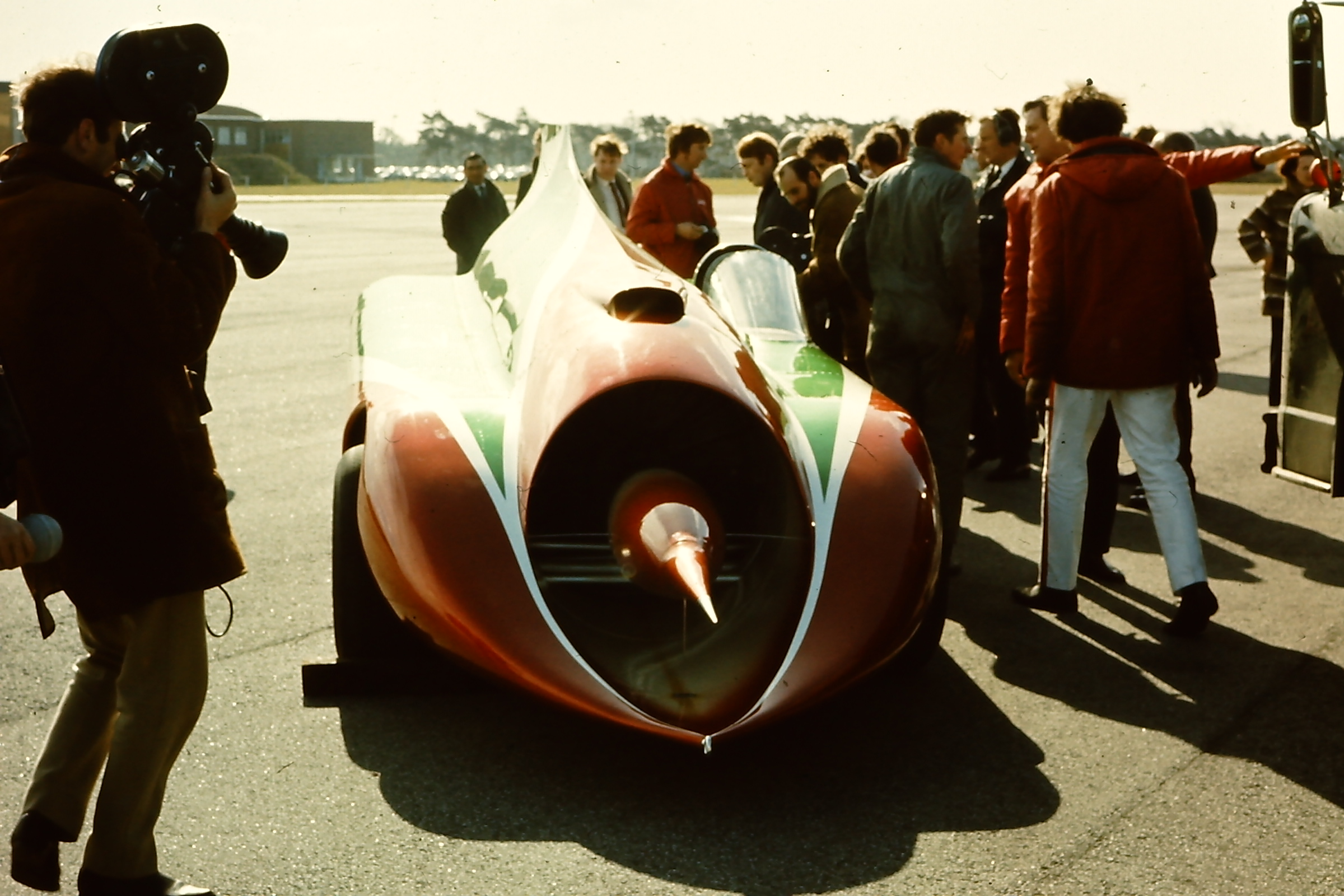
Le Green Monster de face (1968)...
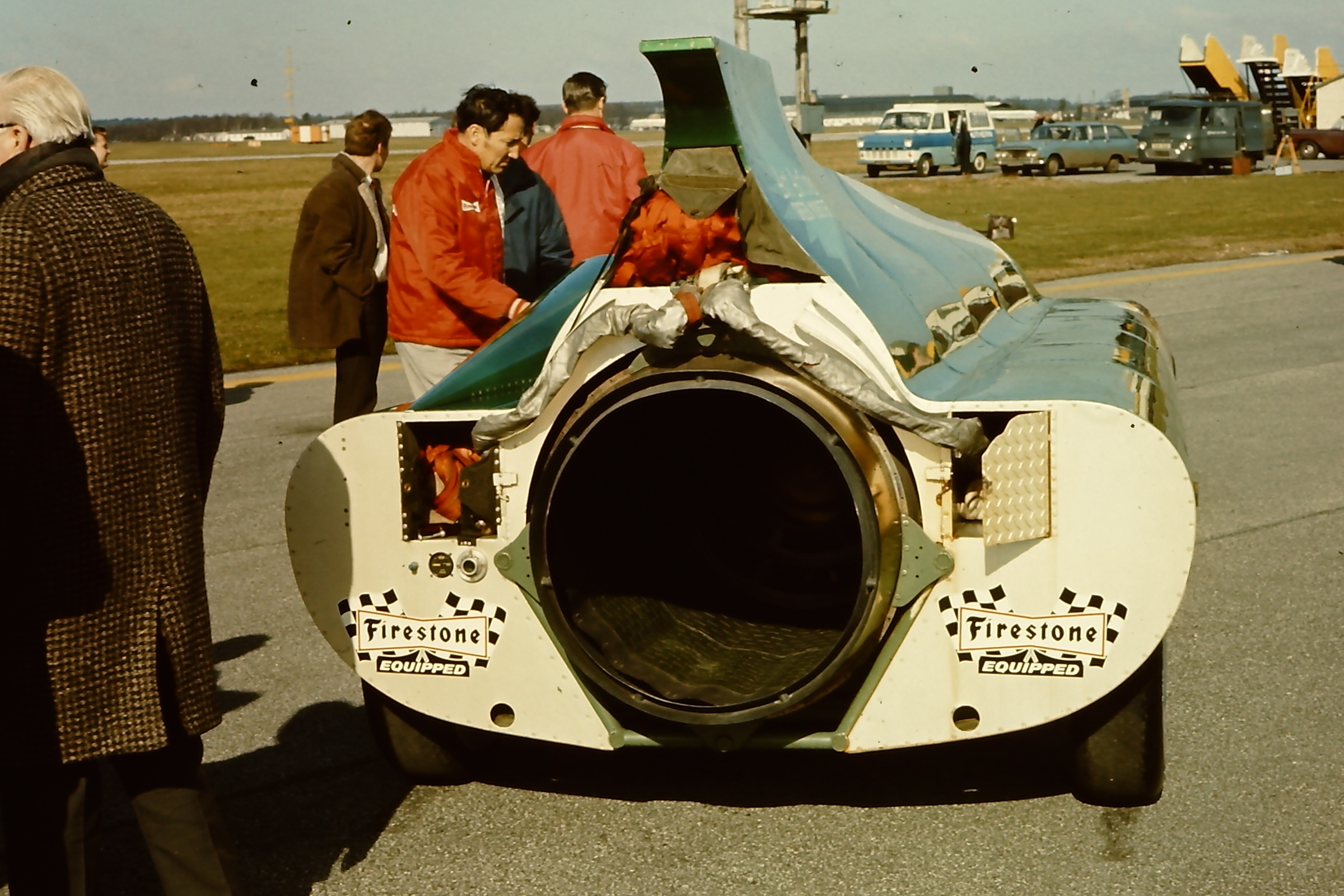
...et de l'arrière (à Bornemouth Airfield).

En octobre 1971, lors d'une exhibition au Dallas International Motor Speedway de Lewisville (Texas), il perd le contrôle de son véhicule à réaction, causant la mort de trois personnes alors que le Super Cyclope tentait de dépasser les 480 km/h dans sa première course de la journée : en fin de trajet, un pneu éclate au moment du déploiement des parachutes, déstabilisant le véhicule qui s'écrase après la ligne d'arrivée. Ce sera sa dernière course.
Peu avant sa mort, il projetait encore d'équiper un Green Monster de pontons avec des gommes de pneumatiques de course en vue d'un record de vitesse aquatique avec Firestone.
Il est enterré au cimetière Mt. Peace d'Akron.
Son fils Tim participera à des compétitions de dragsters à réaction, et même de scooter des mers, toujours à compresseur mécanique à turbine. Sa fille Allison « Dusty », arrivée dans l'équipe après l'aventure de l'Anteater, participa avec son père à des compétitions de tracteur pulling.

## Records mondiaux (lac salé de Bonneville)
Sur un mille :

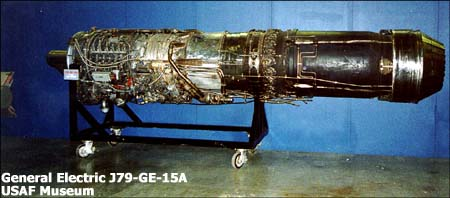
Le moteur à réaction J79 utilisé en 1964-65.

- 1962 : 531,265 km/h avec le Cyclope (un dragster), record en voiture ouverte, toujours valide.

Sur un kilomètre :
- 1964 (7 octobre) : 665,231 km/h (avec Green Monster) ;
- 1964 (27 octobre) : 875,699 km/h (avec Green Monster).

Sur un mille :
- 1965 (7 novembre) : 927,872 km/h (avec Green Monster).

## Titre
- Champion NTPA (National Tractor Pullers Association) en 1979 (tracteurs de classe 9200 modifiée).

## Distinctions
- Motorsports Hall of Fame of America ;
- International Drag Racing Hall of Fame ;
- National Tractor Puller Association Hall of Fame ;
- Summit County Sports Hall of Fame ;
- International Motorsports Hall of Fame (trois jours avant sa mort).